# Acacia ephedroides
Acacia ephedroides — вид квіткових рослин з родини бобових. Ареал: Австралія (Західна Австралія).

## Середовище проживання
Вид зазвичай розташований серед гранітних відслонень, що ростуть на піщаних, глинистих або глинистих ґрунтах.

## Біоморфологічна характеристика
Плакуче дерево зазвичай виростає у висоту від 1 до 4 метрів. Має густо запушені гілочки. Вічнозелені філодії мають ниткоподібну форму та бувають від підпрямих до неглибоко загнутих, мають довжину від 6 до 16 см і діаметр від 0.7 до 1 мм, густо запушені, не жорсткі, і мають вісім видатних жилок, кожен з яких розділений глибокими борознами. Цвіте з серпня по жовтень, утворюючи жовті квітки.